# Momondo
A momondo é um website de pesquisa global e gratuito que possibilita a comparação de preços de voos, hotéis e carros de aluguer. A momondo não vende nada mas oferece um visão global dos preços e ofertas disponíveis no momento da pesquisa, e redireciona os utilizadores para os respectivos fornecedores (por exemplo, companhias aéreas e agências de viagem) para completarem a sua reserva. A momondo opera em 35 mercados internacionais, dos quais Portugal. Para além da tecnologia de pesquisa, a momondo oferece também dicas de viagem e inspiração aos seus utilizadores através do seu blog, Ideias para viagens.                  
História
A momondo foi fundada na Dinamarca em 2006 e tem sede em Copenhaga. Desde 2016, a empresa conta com mais de 200 colaboradores oriundos de mais de 40 países. Quando a momondo foi lançada, em Setembro de 2006, era apenas um motor de busca. Em Outubro de 2007, o website foi relançado e expandido para incluir Ideias para viagens, um blog de viagens. Em 2009, a empresa lançou uma série de guias de viagem, que mais tarde se tornaram “momondo Places”, aplicações móveis de guias de cidade. A partir daí, a momondo expandiu o motor de busca para incluir também comparação de preços de hotéis  e carros de aluguer. O website existe em Portugal desde 2008, embora apenas tenha sido oficialmente lançado em 2013, ano em que se deram início as primeiras actividades de marketing.                  
Em Abril de 2011, a momondo e a Skygate, a sua empresa-mãe na altura, foram adquiridas pela empresa de pesquisa de viagens Britânica/Americana Cheapflights Media Ltd (agora Momondo Group Ltd)  . A momondo continua a operar como uma subsidiária independente. 
Em 2014, o Momondo Group vendeu uma parte maioritária ao fundo de capitais privados Great Hill Partners .
Em Maio de 2016, foi reportado que o Momondo Group atingiu os 30 milhões de dólares de receita no primeiro trimestre, com a momondo sendo responsável por 60% dessa receita.                  
Prémios
Em 2010, a revista de viagens Travel + Leisure nomeou a momondo como o melhor website para encontrar voos baratos .  
A Frommer’s colocou a momondo em primeiro lugar na lista dos “10 Melhores Websites de Pesquisa de Voos” do seu guia de viagens .  
Nos Travolution Awards, a momondo recebeu o prémio de Melhor Website de Metapesquisa em 2014 e 2015  .
A momondo foi também bem recebida pelos meios de comunicação globais: num artigo sobre os “Melhores Websites de Viagens para Planear a Tua Próxima Aventura” da Forbes, a momondo foi apontada como “um dos melhores websites de viagens para encontrar ofertas de viagem com um dos motores de metapesquisa mais intuitivos.” , e o New York Times elogiou o website pela sua habilidade em “encontrar combinações de voos que não se encontram em outro lugar.”  
Links Externos
http://www.momondo.pt
Referências
1.	 momondo Inspiration
2.	 “momondo moves into hotel search”. Tnooz.  7 June 2011
3.	  “Cheapflights invests in travel meta-search site Momondo”. TechCrunch. 29 March 2011
4.	  “momondo name to carry Cheapflights into non-English speaking territories”. Tnooz. 12 November 2012 
5.	”Momondo Group Notches $30 Million in Q1 Revenue, Think It’s Entered Top Tier”. Skift. 19 May 2016
6.	  “Cheapflights Owner Momondo Group Gets $130 Million in Funding From Great Hill”. Skift. 17 October 2014
7.	 “Best Travel Websites”. Travel & Leisure. October 2010
8.	 “The 10 Best (And Worst) Airfare Search Sites”. Frommers. September 2015
9.	 “2014 Winners”. Travolution Awards. November 2014
10.	 “2015 Winners”. Travolution Awards. November 2015
11.	  “Top Travel Websites For Planning Your Next Adventure”. Forbes. 29 March 2016
12.	  “Tips for Last-Minute Holiday Travel”. The New York Times. 13 November 2014.